# ドント・ブリーズ
『ドント・ブリーズ』（Don't Breathe）は、2016年のアメリカ合衆国のホラー・スリラー映画。フェデ・アルバレスが監督を務め、フェデ・アルバレスとロド・サヤゲスが脚本を手掛けた。出演はジェーン・レヴィ、ディラン・ミネット、ダニエル・ゾヴァット、スティーヴン・ラングなど、製作はゴースト・ハウス・ピクチャーズとグッド・ユニヴァース。現金目当てに盲目の元軍人の家に侵入した、若い3人組が遭遇する恐怖を描いている。

## ストーリー
舞台はアメリカ・デトロイト。経済破綻しゴーストタウン化が進む街で、養育放棄の母親と暮らす不良少女ロッキーは、いつの日か幼い妹と2人でカリフォルニアに住む夢を持っていた。だが、コソ泥で稼ぐ日々では、移住資金を得られる当てはなかった。
ボーイフレンドのマネーから大金がある家の話を聞くロッキー。ターゲットは元・陸軍の退役軍人で、数年前に交通事故で娘を失い、加害者から高額の示談金を得たのだという。空き家ばかりの過疎地域に1人暮らしで、しかも戦傷で失明しているという。
渋る男友達のアレックスも引き込み、マネーと3人で家に忍び込むロッキー。だが、老人は盲目であろうと戦闘のプロであり、優れた聴覚で気配を感じ取る能力を持っていた。自宅内の構造を把握している老人は、ロッキーたち3人をどこまでも追って来る。
暗い室内で老人に殺されるマネー。クローゼットに隠れたロッキーは、隠されていた百万ドルを発見した。金に目が眩み、警察に通報もせずに、脱出を試みるロッキーとアレックス。地下室に逃げた2人は、監禁されている若い女に遭遇した。それは、老人の娘を轢き殺した加害者シンディだった。親の金で示談に持ち込み、罪を免れたシンディを老人は拉致していたのだ。捕らわれの彼女を不憫に思うロッキーは、一刻も早くここから逃げようと叫ぶアレックスに、救出を主張する。口をテープで封じられているシンディが必死に指さす先に、外部に通じるドアの鍵が隠してあった。
3人で屋外へと向かう中、老人が発砲した銃弾はシンディを直撃。彼女の遺体に気付いた老人は慟哭する。愛する娘を奪った女に新しい命を産んでもらおうと、彼はシンディを妊娠させていたのだ。シンディとお腹の子を死なせた罪を償えと言い放つ老人は、尻を掲げた姿勢でロッキーを宙吊りにすると、パンツの股間部を切り開き、冷凍庫から取り出した小瓶を加熱し始めた。温めた白い粘液を瓶からたっぷり吸い上げたスポイトを見たロッキーは、これから自分の性器の中に精液を注入されるのだと気付いて半狂乱になる。ガラス管の先端が膣口に挿入されようとしたその時、別室で気絶していたアレックスが救助に来た。
玄関のドア前まで辿り着いたロッキーとアレックスだったが、追ってきた老人の拳銃でアレックスは射殺されてしまう。死闘の末に猛犬を振り払って、百万ドルを手に家から逃げ延びるロッキー。妹と共にロサンゼルス行きの列車を待つロッキーは、テレビのニュースで老人が警察に保護されたことを知る。シンディの遺体を地下に隠した老人は、2人組の強盗に襲われたと警察に報告し、盗まれた物は何もないと話していた。

## キャスト
ロッキー
演 - ジェーン・レヴィ、日本語吹替 - 水樹奈々
特に仕事もせずアレックスやマネーと強盗を繰り返しながら、幼い妹とカリフォルニアへ行くことを夢見ている不良女性。体中にタトゥーを彫っていて、子供の頃の経験からテントウムシに思い入れがある。盲目の退役軍人と侮った老人の家に侵入したばかりに、取り返しのつかない恐怖体験をする。
アレックス
演 - ディラン・ミネット、日本語吹替 - 梶裕貴
父親が警備会社に勤めていて、防犯セキュリティシステムに詳しい。ロッキーとマネーと共に家宅侵入を行っているが、本意ではなく根は真面目な善人。1万ドル以上の大金を盗んだり銃を持って押し入ったりすることの危険性を熟知している。ロッキーに想いを寄せている。
マネー
演 - ダニエル・ゾヴァット、日本語吹替 - 江口拓也
ロッキーの恋人で、かなり口が悪く下劣な男。老人宅に強盗に入る際には拳銃を所持していたが、アメリカの法律では、拳銃で武装した強盗相手なら射殺も許される。しかし仲間想いでもあり、侵入したロッキーやアレックスのことを盲人に話すことはなかった。
盲目の老人
演 - スティーヴン・ラング、日本語吹替 - 沢木郁也
古びた家で犬と一人暮らしをしている盲目の老人。元・軍人で、イラク戦争で手榴弾を受け失明した。超人的聴覚と老人とは思えない腕力を持ち、銃器の扱いにも長けている。かつて娘がいたが車ではねられ死亡し、示談金として大金を受け取ったという。エンディングでは「Blind Man（盲目の男）」としかクレジットされていないが、本名はノーマン・ノードストロームである。
ディディー
演 - エマ・ベルコヴィシ、日本語吹替 - 宇山玲加
ロッキーの幼い妹。
シンディ
演 - フランシスカ・トローチック
盲目の老人の娘をはねて死なせた若い女性。親が大金を払って逮捕を逃れたが、その理不尽さに怒る老人に監禁されている。「レイプはしない」と老人は話すが、性器内にスポイトを挿入され彼の精液を注ぎ込まれるという、間接的な膣内射精で妊娠させられた。
- ラウル - クリスティアン・ザヒア
- ジンジャー - カティア・ボーカー
- トレヴァー - セルゲイ・オノプコ

## 製作
2014年10月30日にフェデ・アルバレスが監督となることが正式発表され、翌年5月1日にダニエル・ゾヴァットの配役が確定した。そして3週間後の5月22日にはディラン・ミネットがキャストに加わり、6月18日でジェーン・レヴィとスティーヴン・ラングがそれぞれ主人公と殺人鬼に決まった。主要撮影は6月29日から開始されている。物語の舞台はデトロイト市と設定されているが実際の映像は僅かに廃墟の場面のみであり、大部分の撮影はハンガリーにて行われた。

## 公開
この映画はサウス・バイ・サウスウエストで2016年3月12日にプレミア上映された。スクリーン ジェムズとステージ6フィルムズの配給により2016年8月26日に公開された。
日本ではソニー・ピクチャーズ エンタテインメントの配給で2016年12月16日に公開。映倫の審査によりPG12区分（12歳未満の鑑賞は保護者の助言や指導が必要）に指定された。

## 評価
映画評論サイトRotten Tomatoesによれば、245件の評論のうち高評価は88%にあたる216件で、平均点は10点満点中7.3点、批評家の一致した見解は「『ドント・ブリーズ』は、そのしっかりした基本設定を巧みにひねって、家宅侵入というジャンルに満足のいく緊張感とぞっとする恐ろしさを加え、そのシンプルさ故により効果的な作品となっている。」となっている。Metacriticによれば、39件の評論のうち、高評価は31件、賛否混在は8件、低評価はなく、平均点は100点満点中71点となっている。『バラエティ』のデニス・ハーヴィーは「この手のジャンルのファンが大喜びしそうな残忍で無慈悲な危険の中での、骨太な体験実習だ」と評した。